# Brulé
Brulé – jedno z siedmiu głównych indiańskich plemion (albo grup) północnoamerykańskich Siuksów Teton (Lakotów) z Wielkich Równin. W języku lakota znani byli jako Sicangu Oyate (czyli „Naród Spalonych Bioder”) i dlatego Francuzi nadali im nazwę Brulé (fr. „Spaleni”).

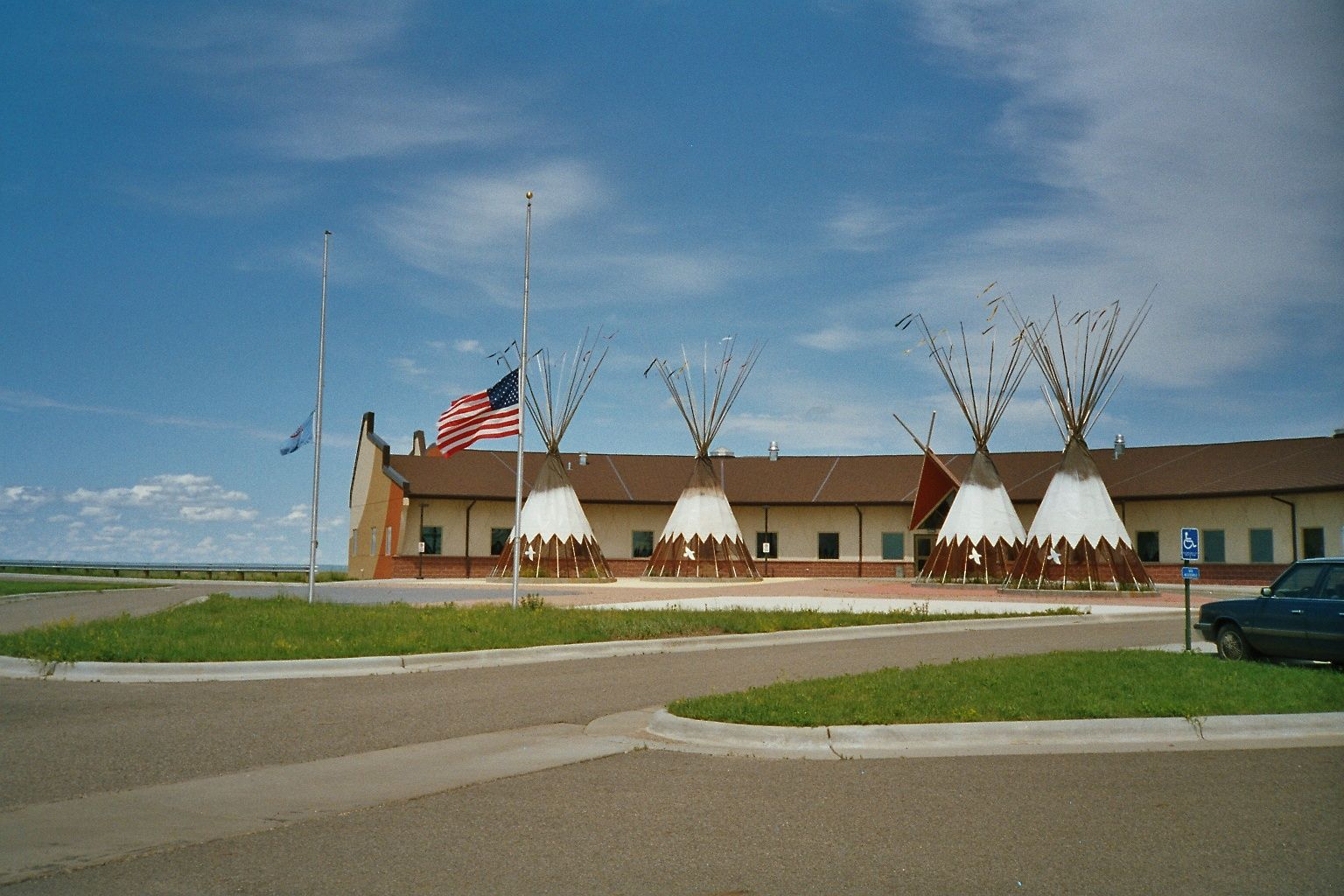
Rezerwat Lower Brulé (2004)

## Charakterystyka
Podobnie jak inne grupy Siuksów, przybyli na Wielkie Równiny z leśnych obszarów leżących we wschodniej części Ameryki Północnej, znajdując tam dogodne warunki do życia i wędrówek za stadami bizonów. Z europejskimi podróżnikami stykali się od przełomu XVIII i XIX w., a w drugiej połowie XIX w. doświadczyli najazdu amerykańskich osadników, który – mimo zbrojnego oporu ludów tubylczych i traktatowych negocjacji – zmusił ich do zmiany stylu życia i osiedlenia się w niewielkich rezerwatach. W drugiej połowie XIX w. uczestniczyli m.in. w wojnie Czerwonej Chmury (ang. Red Cloud War) i religijnym ruchu Tańca Duchów.
Współcześnie większość tubylczych Amerykanów wywodzących się z plemienia Sicangu mieszka w rezerwacie Rosebud w południowo-zachodniej części stanu Dakota Południowa. Niewielka społeczność Brulé zamieszkuje też w Lower Brule Indian Reservation na zachodnim brzegu Missouri, tworząc jednak odrębny organizm polityczny. Wielu Brulé, podobnie jak inni Siuksowie, wyjechało też w poszukiwaniu nauki i pracy do dużych miast w innych rejonach USA. W 1995 roku w Stanach Zjednoczonych żyło ich ok. 30 tys.

## Historyczni Sicangu (Brulé)
- Pstry Ogon (ang. Spotted Tail)
- Niski Byk (ang. Short Bull)
- Stojący Wapiti (ang. Standing Elk)
- Wielkie Usta (ang. Big Mouth)
- Wroni Pies (ang. Crow Dog)